# Alexander Severus
Marcus Aurelius Severus Alexander, původním jménem Gessius Alexianus Bassianus, jako caesar Marcus Aurelius Alexander (1. října 208 Arca Caesarea, dnes ʿArká v Libanonu – únor / březen 235 u Mogontiaka, Germania Superior), byl římský císař panující v letech 222–235.
Alexander byl posledním příslušníkem dynastie Severovců. Svou vladařskou dráhu zahájil roku 221, kdy ho jeho bratranec Heliogabalus ustanovil caesarem, od roku 222 stál pak v čele říše jako samovládce. V neklidném 3. století se udržel na trůně plných třináct let, déle než většina jeho nástupců. Jeho přímý vliv na státní záležitosti byl však omezený, neboť skutečné otěže moci drželi jiní – nejprve jeho babička Iulia Maesa a poté matka Iulia Mamaea.

## Původ
Alexander byl z matčiny i z otcovy strany syrského původu. Jeho otec, prokurátor Gessius Marcianus, měl své kořeny ve městě Arca, kde se Alexander narodil, a pravděpodobně zemřel před synovým prohlášením za císaře. Jeho matka Iulia Mamaea byla mladší dcerou Iulie Maesy, sestry císařovny Iulie Domny, a pocházela z kněžského rodu ve městě Emesa, dnešním syrském Homsu. Alexander nebyl přímým potomkem zakladatele dynastie Septimia Severa, ale přes Iulii Domnu jen potomkem jeho švagrové.

## Události let 217/218
Dne 8. dubna 217 byl císař Caracalla, syn Septimia Severa, zabit při komplotu během války s Parthy. Jeho nástupcem se stal prefekt pretoriánů Macrinus, který patrně vraždu zorganizoval. To znamenalo dynastickou změnu a pro Alexandrovu rodinu nucený odchod z Říma zpátky do Sýrie, spojený se ztrátou dosavadních mocenských pozic. Faktické vyhnanství ale musela rodina snášet jen dočasně. Macrinus neměl oporu v armádě ani finanční prostředky, jak si zajistit loajalitu legií, a tak se Iulii Maese, Alexandrově babičce, celkem snadno podařilo získat na svou stranu část jednotek v Sýrii a dosáhnout prohlášení staršího ze svých vnuků, Heliogabala, za císaře. V krátké občanské válce na jaře 218 triumfovaly síly věrné severovské dynastii, Macrinus byl na útěku zabit a celá rodina se i s mladým Alexandrem odebrala do Říma, kde nezletilý Heliogabalus převzal vládu – za neoficiálního regentství Iulie Maesy.

## Proklamace za císaře
Již velmi záhy se ukázalo, že Heliogabalus není ochoten poslouchat rady své babičky, že se chová svéhlavě a nevypočitatelně, čímž ohrožuje celé tak těžko vybojované postavení rodiny. U širokých vrstev obyvatelstva ho poškodila nejen jeho rychle uzavíraná manželství a protežování bývalého otroka Hierokla, ale především jeho necitlivé prosazování syrských zvyků na úkor obyčejů římských. Spolu se svou matkou Iulií Soaemias, sestrou Iulie Mamaey, byli v Římě tak nenáviděni, že musela zasáhnout Iulia Maesa, aby zabránila úplné katastrofě. Na její nátlak ustanovil císař svého bratrance Alexandra caesarem, adoptoval ho, a tím ho de facto designoval za svého nástupce. Zároveň byla patrná i snaha popularizovat Alexandra u veřejnosti a vojska.
Heliogabalus si byl vědom, že jej nově získané Alexandrovo postavení ohrožuje, a postupem doby se stále více snažil vynucené rozhodnutí zvrátit, a to i za cenu caesarovy vraždy. Mezi oběma panovníky se rozbujela síť intrik a spiknutí, v jejichž centru stála Alexandrova matka Iulia Mamaea. Napjatou situaci vyřešili nakonec vojáci – 11. března 222 se vzbouřili, zabili Heliogabala a jeho tělo hodili do Tiberu. Třináctiletý Alexander převzal poté nominálně veškerou moc v říši.

## Vnitřní politika
Za nezletilého císaře vládly zpočátku Maesa s Mamaeou a poradní funkci vykonávalo kolegium rádců složené z šestnácti významných senátorů. Když Maesa kolem roku 224 zemřela, stala se Mamaea hlavní nositelkou moci, kterou zůstala i v době císařovy plnoletosti. Její snahou bylo udržovat dobré vztahy se senátem a urozenými kruhy, což znamenalo nejen odklon od Heliogabalovy politiky, ale i od politiky severovské dynastie jako celku. Řada opatření předchozí vlády byla zrušena, velká pozornost se věnovala císařovu vzdělávání a sama Mamaea vystupovala na veřejnosti jako zastánkyně tradičních římských hodnot.

### Odboj pretoriánů
Hlavní slabinou Alexandrovy, resp. Mamaeiny vlády byla absence širší mocenské základny, a to ji vydávalo na milost a nemilost proměnlivým náladám pretoriánské gardy. Krizí ve vzájemných vztazích bylo více, ale nejdramatičtější z nich způsobilo jmenování nového prefekta pretoriánů, významného právníka Ulpiana, který gardistům zrušil některé výsady z dob Heliogabalovy vlády. Pretoriáni se proti Ulpianovi bouřili a nakonec jej donutili hledat úkryt v císařském paláci. Ani to mu však nezachránilo život – před zraky bezmocného císaře a jeho matky byl ubit. Nic nemohlo demonstrovat lépe labilitu nového režimu.

### Sňatek
Mamaea vybrala pro Alexandra za manželku příslušnici patricijské rodiny Orbianu, snad proto, že její příbuzní neměli velký politický vliv. Roku 225 se konal sňatek, manželství však zůstalo bezdětné a roku 227 bylo rozvedeno, neboť císařovna se dostala s Orbianou a jejím otcem do sporu. Zapuzená Orbiana byla poslána do exilu v Africe, její otec Seius Sallustius, který se pokoušel proti Mamaee popichovat pretoriány, skončil na popravišti. K dalšímu synovu manželství již Mamaea souhlas nedala, třebaže šlo z dynastického hlediska o významnou otázku.

### Náboženská politika
Vůči křesťanům, kteří požívali relativního klidu již za Heliogabala, se Alexander s Mamaeou chovali tolerantně, a sama Mamaea dokonce udržovala kontakty s významným křesťanským spisovatelem Órigenem. Tvrzení pozdějších autorů, že císařský dvůr byl zčásti křesťanský, je však nepochybně legendou – dokládá to celková stylizace Alexandra jako vládce, jež má zcela tradiční nádech. Skepticky je třeba přistupovat i ke zprávám, že Alexander měl ve své soukromé kultovní místnosti vedle soch zbožštělých císařů též sochy Mojžíše a Krista.

## Zahraniční politika
Nutností pro labilní vládu typu vlády Alexandrovy bylo vyhnout se všem zahraničněpolitickým aktivitám, které mohly její situaci dále zhoršit. Navzdory tomu se říše právě v této době dostala do dvou velkých vojenských konfliktů, nepochybně proto, že protivníci tyto slabiny rozpoznali a využili k útoku.

### Válka s Peršany
V Íránu a Mezopotámii převzal v letech 224–226 vládu perský král Ardašír, původně vazal Parthů, který na troskách arsakovské monarchie založil nový státní útvar – říši sásánovskou neboli novoperskou. V roce 230 nebo 231 vpadlo perské vojsko do římské provincie Mesopotamia, zřízené Septimiem Severem, a oblehlo město Nisibis. Jelikož Sýrie a Kappadokie byly vážně ohroženy, Mamaee a Alexandrovi nezbylo nic jiného než následující rok opustit Řím, aby na místě zorganizovali obranu. Naneštěstí byly morálka i disciplína východních vojsk nevalné, stejně jako Alexandrovy vojenské schopnosti, a to se muselo odrazit i v připravované vojenské výpravě.

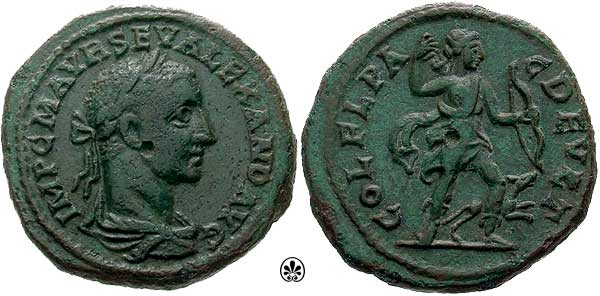
Bronzová mince Alexandra Severa

Římská armáda určená roku 232 k útoku proti Ardašírovi byla rozdělena do tří samostatných kolon, jejichž úkolem bylo napadnout z různých stran centrum perské říše, město Ktésifón. Severní vojsko postupovalo přes Arménii a bylo podporováno tamním arsakovským králem. Hlavní síly i s císařem táhly přes Palmýru směrem k Hatře, jižní kontingent pak podél toku Eufratu na jihovýchod. O průběhu bojů nejsou k dispozici podrobné zprávy, jisté je ale jedno – rozdělení vojska na několik samostatně operujících částí nebylo pro Římany šťastným krokem. Zdá se, že jak Ardašír, tak Alexander utrpěli těžké ztráty, aniž by ovšem došlo k rozhodující bitvě. Tomu odpovídal i v podstatě zachovaný status quo v oblasti, který trval po několik následujících let.
Třebaže římská propaganda dělala vše možné, aby účinek tažení náležitě vyzdvihla, za vítězství se první římsko-perská válka označit nedala. S Peršany nebyl uzavřen ani formální mír, ani nedošlo k jednání obou stran prostřednictvím vyslanců. Alexander sice přijal v Římě triumfální pocty a nechal válku oslavit na mincích, obvyklé vítězné příjmení Parthicus však ke svému jménu nepřipojil.

### Válka s Germány
Boje na východě, které vázaly značné římské síly, se brzy odrazily na poměrech u Rýna a Dunaje. V letech 233/234 podnikli germánští Alamani několik kořistných vpádů na římské území a vypálili pohraniční kastely. Situace vypadala tak vážně, že Alexander s Mamaeou se neprodleně odebrali do ohrožené oblasti; za svůj hlavní stan si zvolili město Mogontiacum.
Pro dospělého, již šestadvacetiletého Alexandra, stojícího tak silně pod vlivem matky, byly válečné podniky obzvlášť nebezpečné, neboť vojáci se jen těžko smiřovali s tím, že jim fakticky velí žena – k Mamaee neměli žádný respekt. Na východě už k jedné revoltě došlo – uzurpátor se jmenoval Taurinus –, ale šťastnou náhodou se podařilo hnutí udusit. Nebezpečí tím však zažehnáno nebylo.
Druhým rizikovým faktorem byla prekérní finanční situace vlády, táhnoucí se už od dob Macrinových. Mnohonásobné zvýšení žoldu pro vojáky, které pod zástěrkou různých mimořádných příspěvků zavedl císař Caracalla, nebylo možné strpět natrvalo – a Mamaea také rozumně přistoupila k rázným úsporným opatřením. V očích vojáků to však znamenalo snížení naděje na odměnu a v kombinaci s císařovým nepříliš bojovým duchem to v jednotkách vytvářelo výbušnou atmosféru. Bylo jasné, že nedostaví-li se vojenské úspěchy, je šance na zvláštní dary mizivá. Za této situace se Alexander a Mamaea pokusili s germánskými předáky vyjednávat o míru – výměnou za placení tributu.

## Alexandrův pád

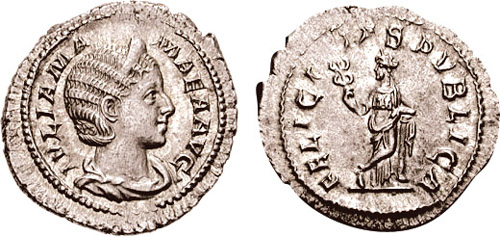
Denár Iulie Mamaey

Snaha smírně vyřešit konflikt s Germány způsobila svržení Alexandrovy vlády. Rozezlení vojáci, kteří mohli očekávat větší odměny už jen v případě změny režimu, vybrali ze svého středu důstojníka Maximina, prohlásili ho za císaře a poblíž Mogontiaka zavraždili Alexandra i s jeho matkou. Maximinus vzbouřencům slíbil zdvojnásobení žoldu, obvyklé zvláštní příspěvky (donativy) a amnestii za všechny disciplinární přečiny. Tak skončila vláda dynastie Severovců v římské říši. Nastala epocha vojenských císařů, jedno z nejnestabilnějších období v celých dlouhých dějinách impéria.
Nad mrtvým Alexandrem bylo nejprve vyneseno damnatio memoriae, po Maximinově zavraždění v roce 238 ho však rehabilitovali a konsekrovali za boha.